# Biocentrum
Biocentrum je biotop nebo soubor biotopů v krajině, který svým stavem a velikostí umožňuje trvalou existenci přirozeného či pozměněného, avšak přírodě blízkého ekosystému. Jinými slovy, je to je geograficky vymezená oblast, která vhodným stavem přírodních podmínek umožňuje existenci přirozených – tedy v podstatě původních – živočišných a rostlinných společenstev.
Pojem biocentrum vychází z Územního systému ekologické stability, kde spolu s biokoridorem tvoří jeho dva základní články.

## Velikost biocentra

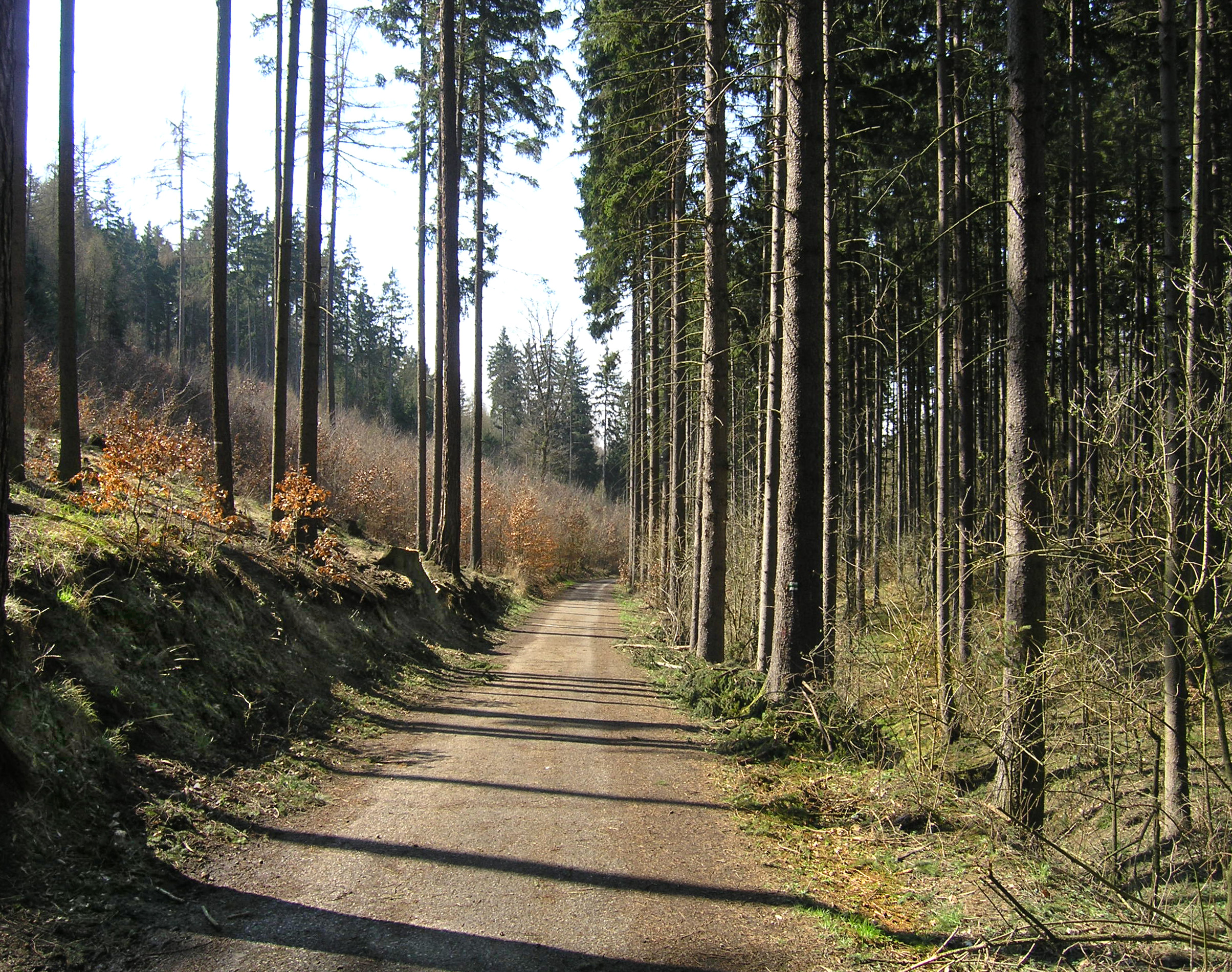
Kunratický les jako prototyp biocentra

Biocentrum musí mít určitou velikost, aby umožnilo trvalou existenci tohoto ekosystému. Biocentrem tedy např. nebude Jelení příkop pod Pražským hradem. Na jednu stranu je sice dosti hustě zalesněn a vyskytují se zde některé typické živočišné a rostlinné druhy, ale svou rozlohou asi 5 hektarů neumožňuje trvalý život většiny druhů charakteristických pro tento biotop. Naopak Kunratický les je se svými 300 ha typické pražské biocentrum.